# Georg Christian Heinrich Götschmann

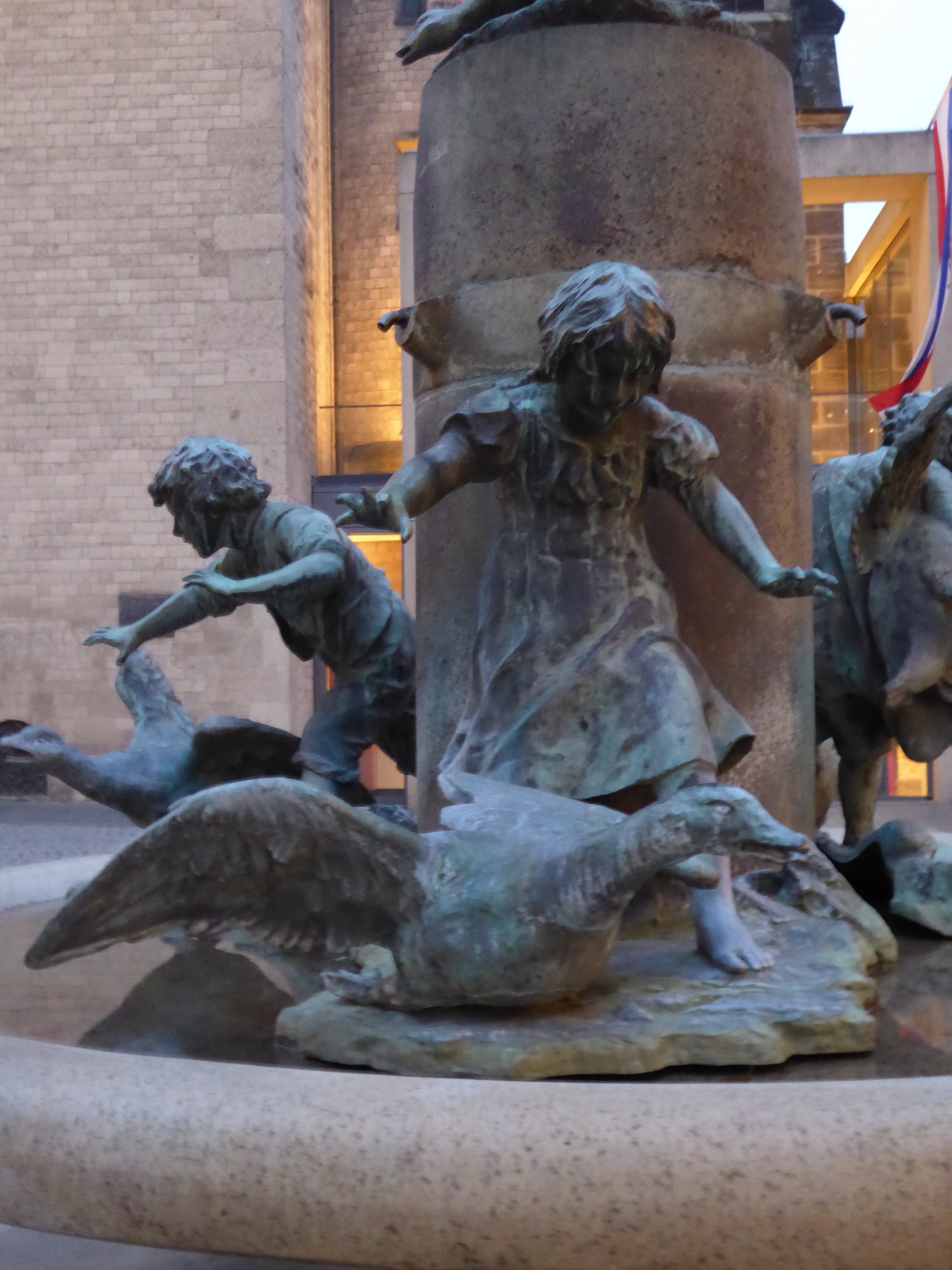
Martinsbrunnen Bonn, Gänsetreiben

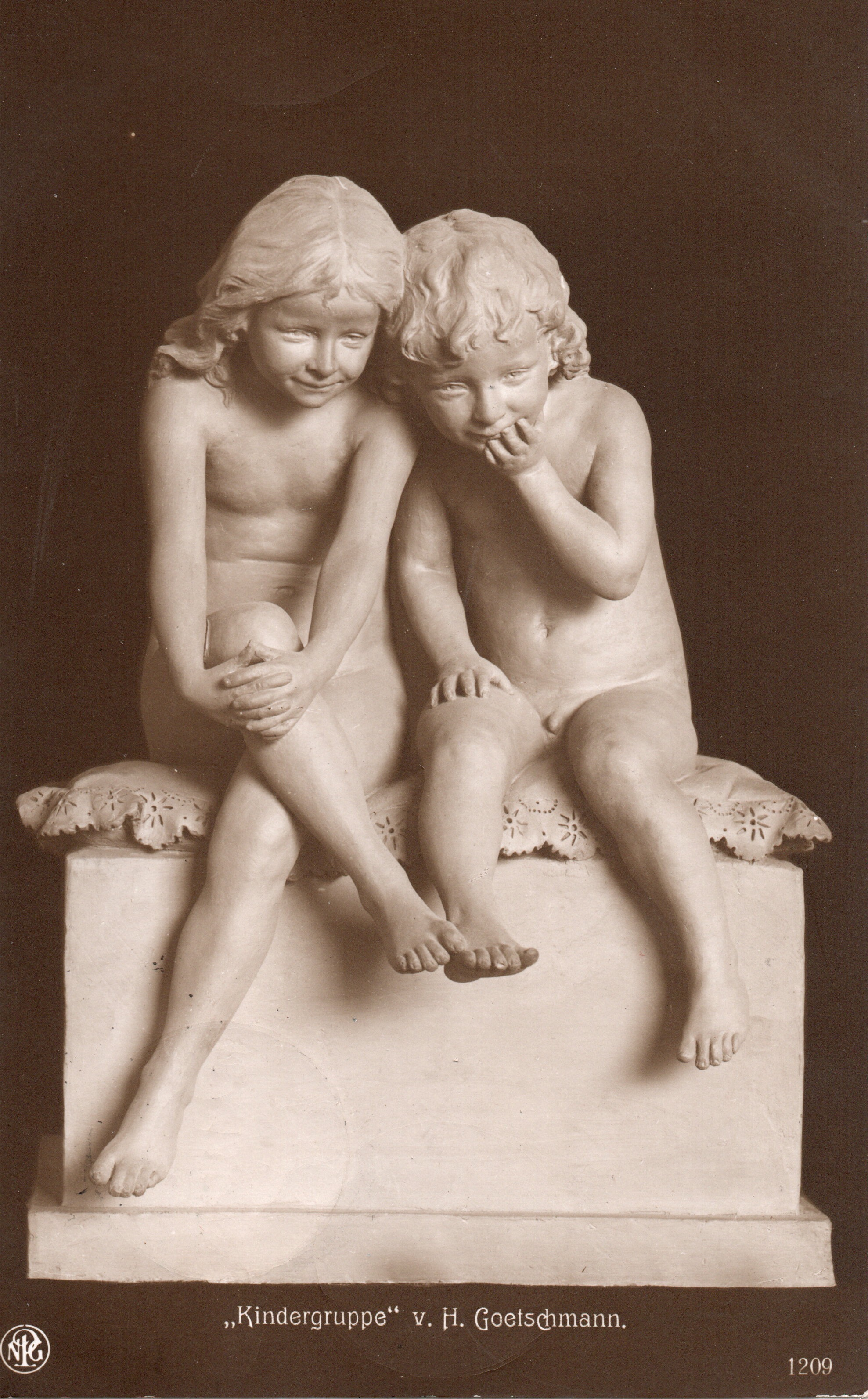
Skulptur einer Kindergruppe (Postkarte von 1913)

Georg Christian Heinrich Götschmann (* 16. November 1857 in Fischbach; † 1929 in Berlin-Wilmersdorf); schaffend unter Heinrich Götschmann) war ein deutscher Bildhauer. Sein bekanntestes Werk ist der Martinsbrunnen vor dem Westportal des Bonner Münsters. Es stellt das Gänsetreiben dar, das traditionell am Martinstag (11. November) stattfand.

## Leben
Als einer von drei Brüdern wuchs er in einem Dorf im Riesengebirge als Sohn des Pastors Carl Heinrich Adolph Götschmann auf. Der Vater war Seelsorger der Prinzessin Elisabeth, die einen Großteil ihrer Kindheit auf dem Schloss Fischbach verbrachte. Sein Großvater Johan Georg Heinrich Götschmann war königlicher Acciseinspektor und ab 1810 als Dirigent der Kalkulatur in Potsdam. Die Prägung durch die Familie im Dienste der Preußen und der evangelischen Kirche spiegelt sich in seinen Werken wider (Lutherdenkmal in Cottbus, Preußen-Figur Alter Fritz). Sein Leben ist ein Bindeglied zwischen der Zeit der Preußen und der Zeit der Nationalsozialisten. Sein Sohn Carl Walter Heinrich Götschmann ist als Sozialist mit einem Berufsverbot als Bankier belegt und im hohen Alter in den Krieg geschickt worden.

## Werk
Seine Kunstwerke, wie das Lutherdenkmal in Cottbus, die Preußen-Figur Alter Fritz und die Figuren am Staatstheater in Cottbus, sind ein Spiegelbild der elterlichen Prägung im Dienst der Preußen. 
Die Kinder des von ihm geschaffenen Martinsbrunnens in Bonn haben Ähnlichkeiten mit den Putten am Staatstheater in Cottbus und auf der Roseburg bei Ballenstedt; die Figuren im Park der Roseburg sind Kopien der Figuren am Staatstheater.
Die Figuren des Martinsbrunnens sind 1943 von den Nationalsozialisten eingeschmolzen worden. 1958 hat Ingeborg von Rath die Figuren des Martinsbrunnens nach alten Gipsformen wiedergegossen.

### Werke im öffentlichen Raum
- Martinsbrunnen am Bonner Münster
- Leisniger Heimatbrunnen, die Figur wird auch „Wassermarie“ genannt
- Cottbus, denkmalgeschütztes Lutherdenkmal in der Sielower Straße 37
- stehende Ganzfigur von Friedrich II., Höhe circa 29 cm[5]
- Putten am Staatstheater Cottbus
- Putten und Figuren auf der Roseburg

## Galerie

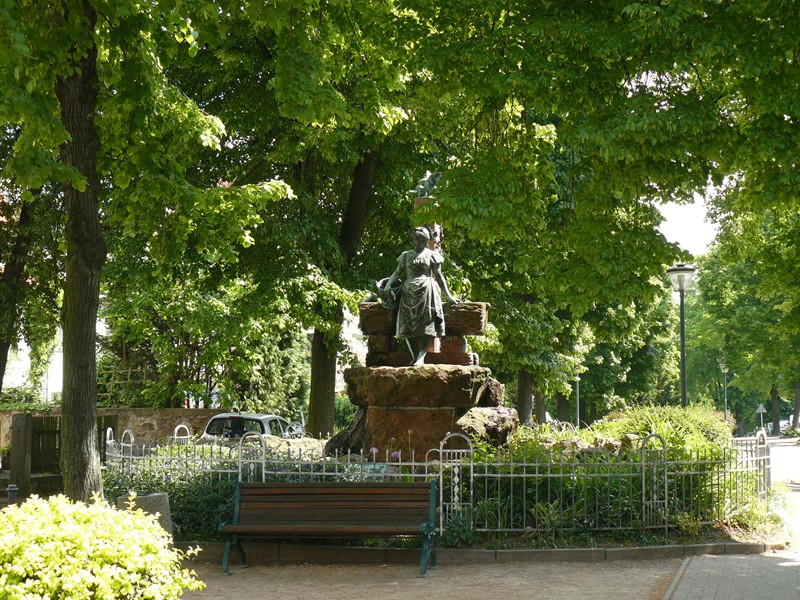
Heimatbrunnen Leisnig („Wassermarie“)
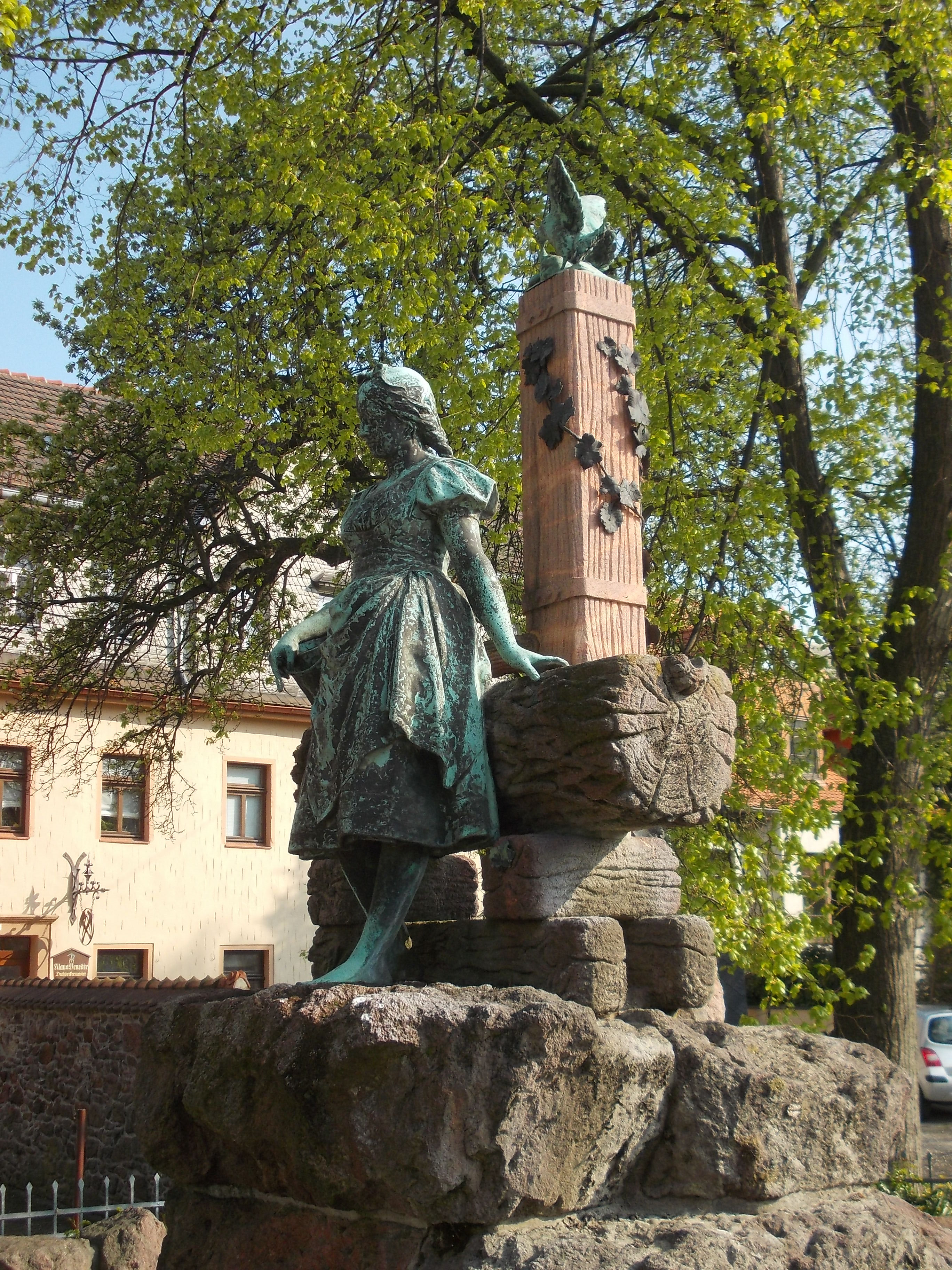
Figur des Heimatbrunnens
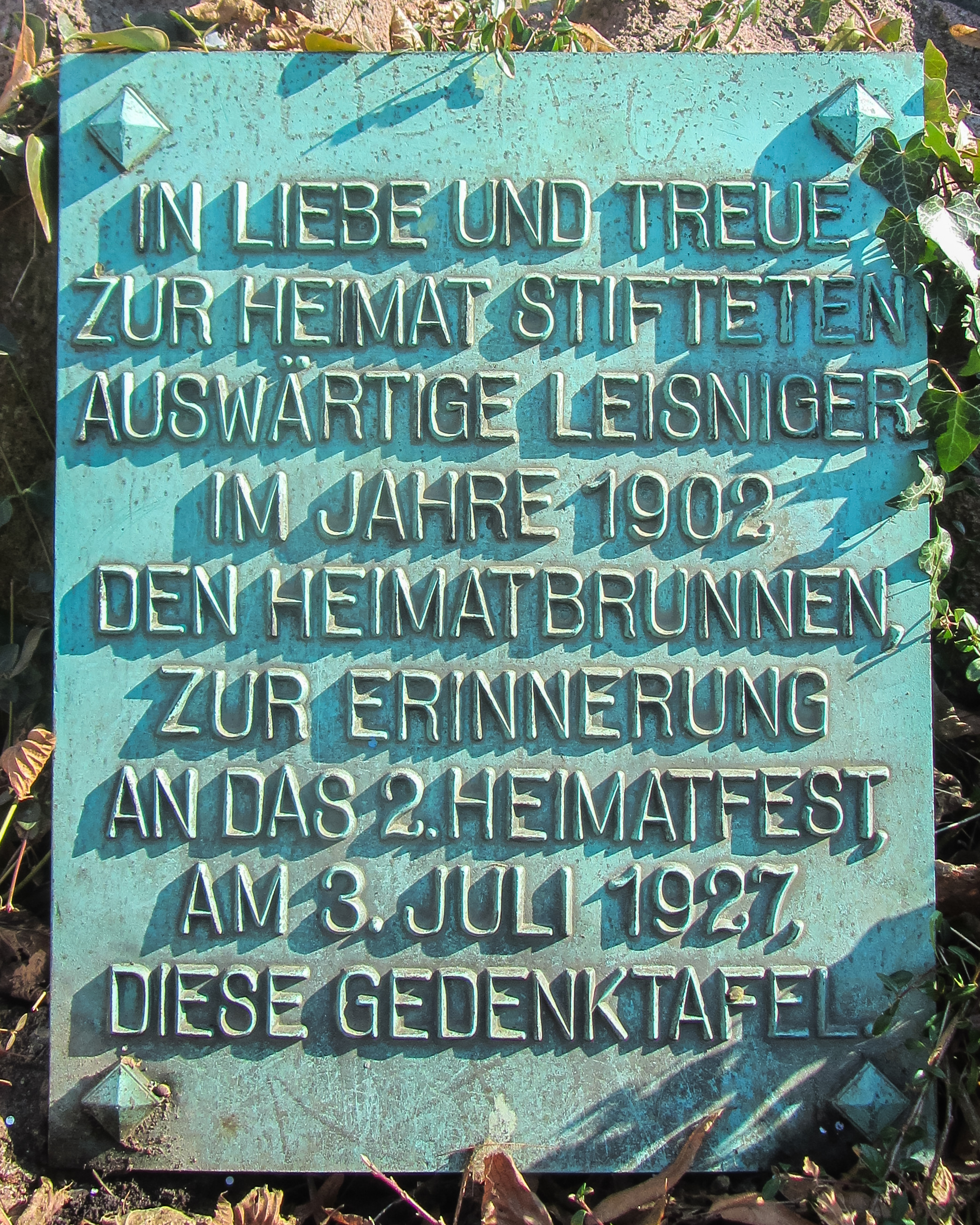
Tafel am Heimatbrunnen
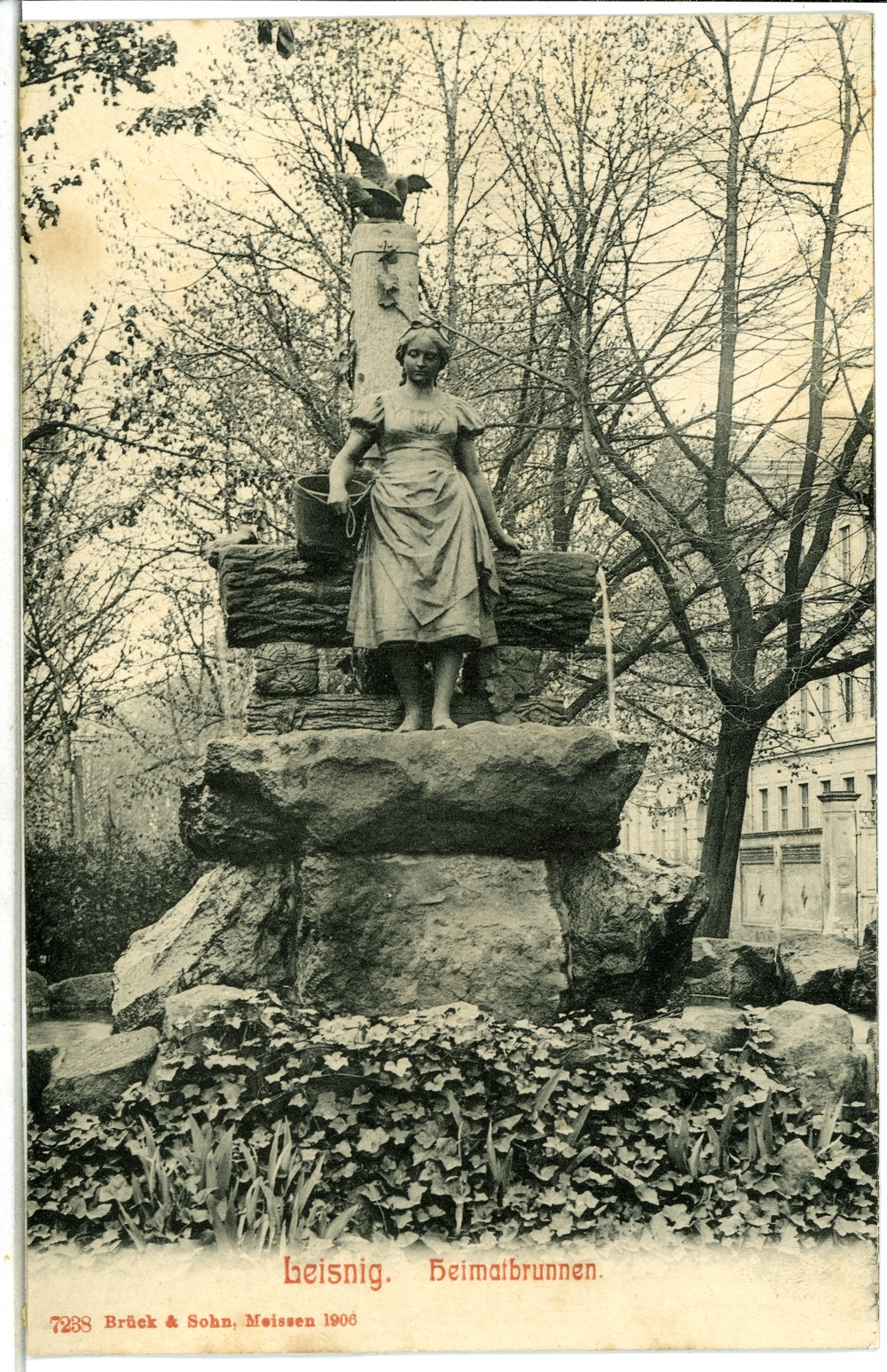
alte Postkarte des Heimatbrunnens (1906)
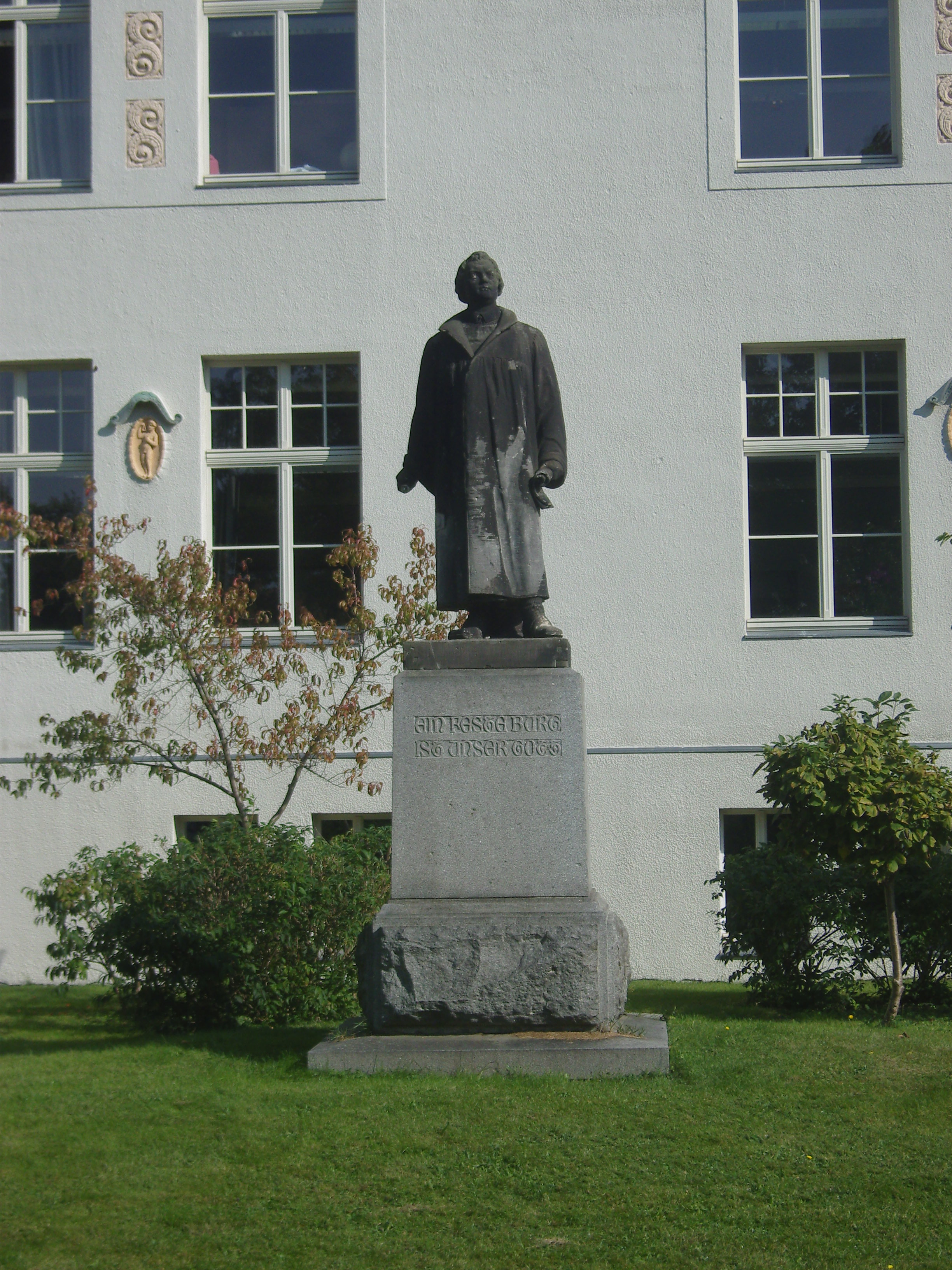
Lutherdenkmal Cottbus
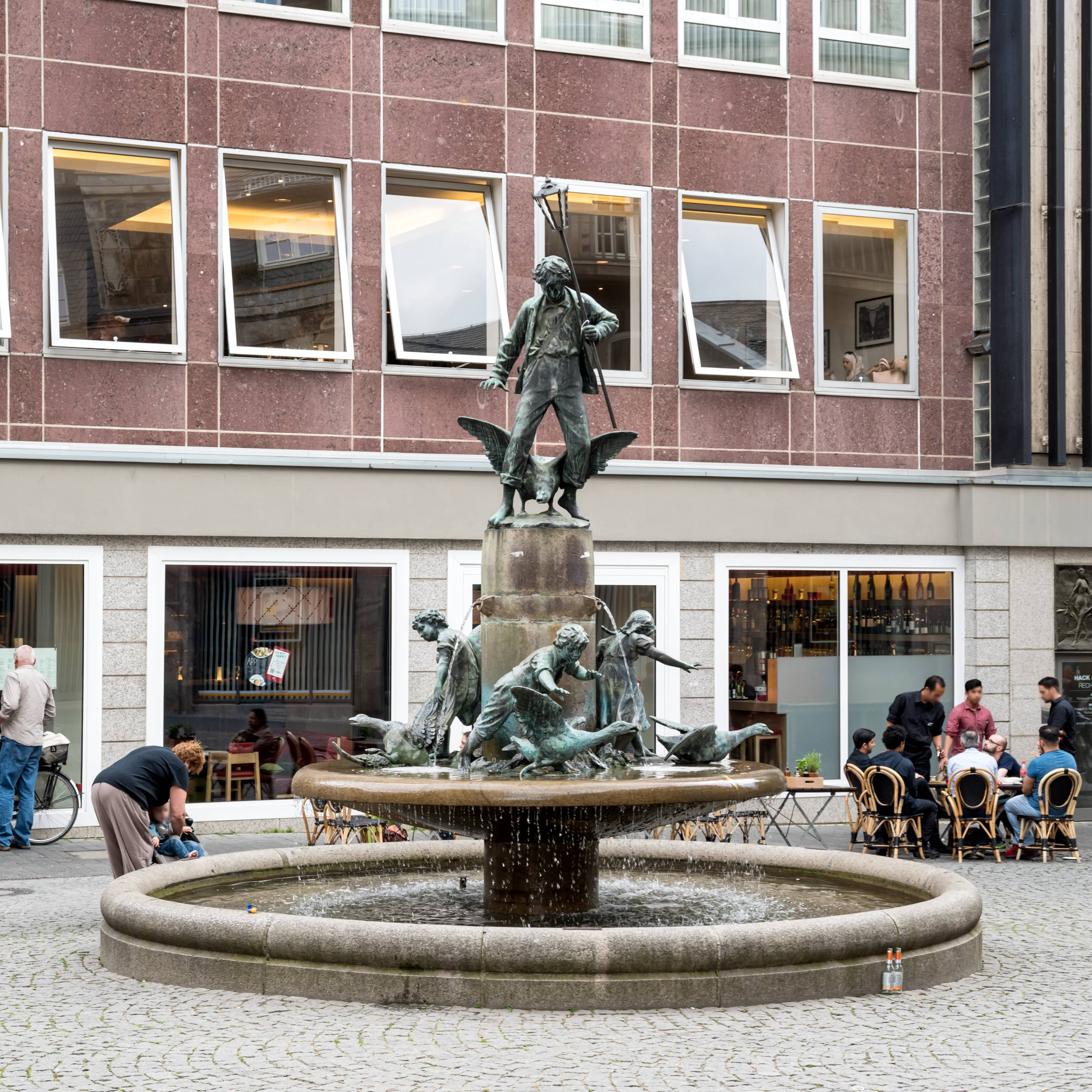
Martinsbrunnen Bonn („Gänsebrunnen“)
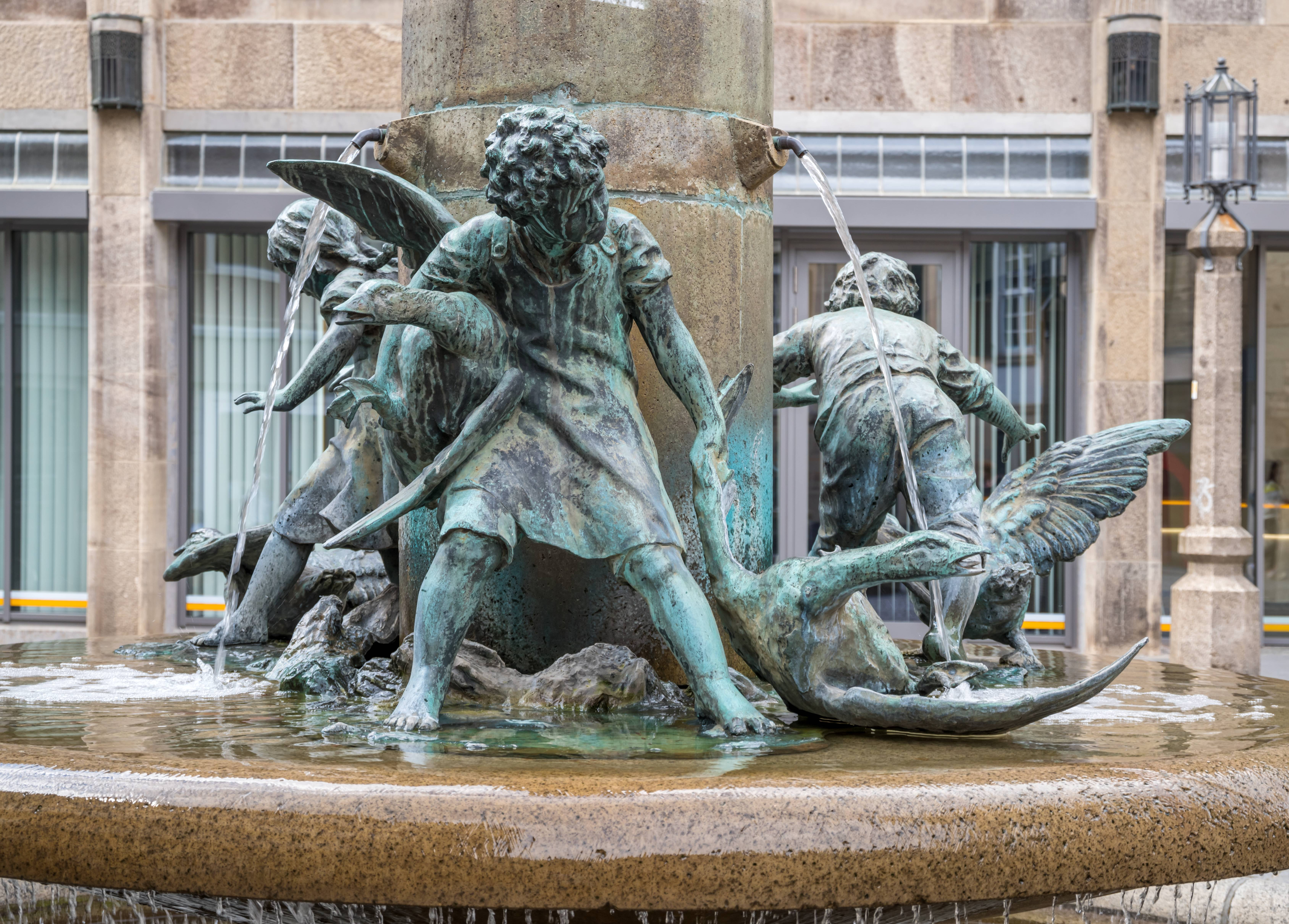
Figuren des Martinsbrunnens
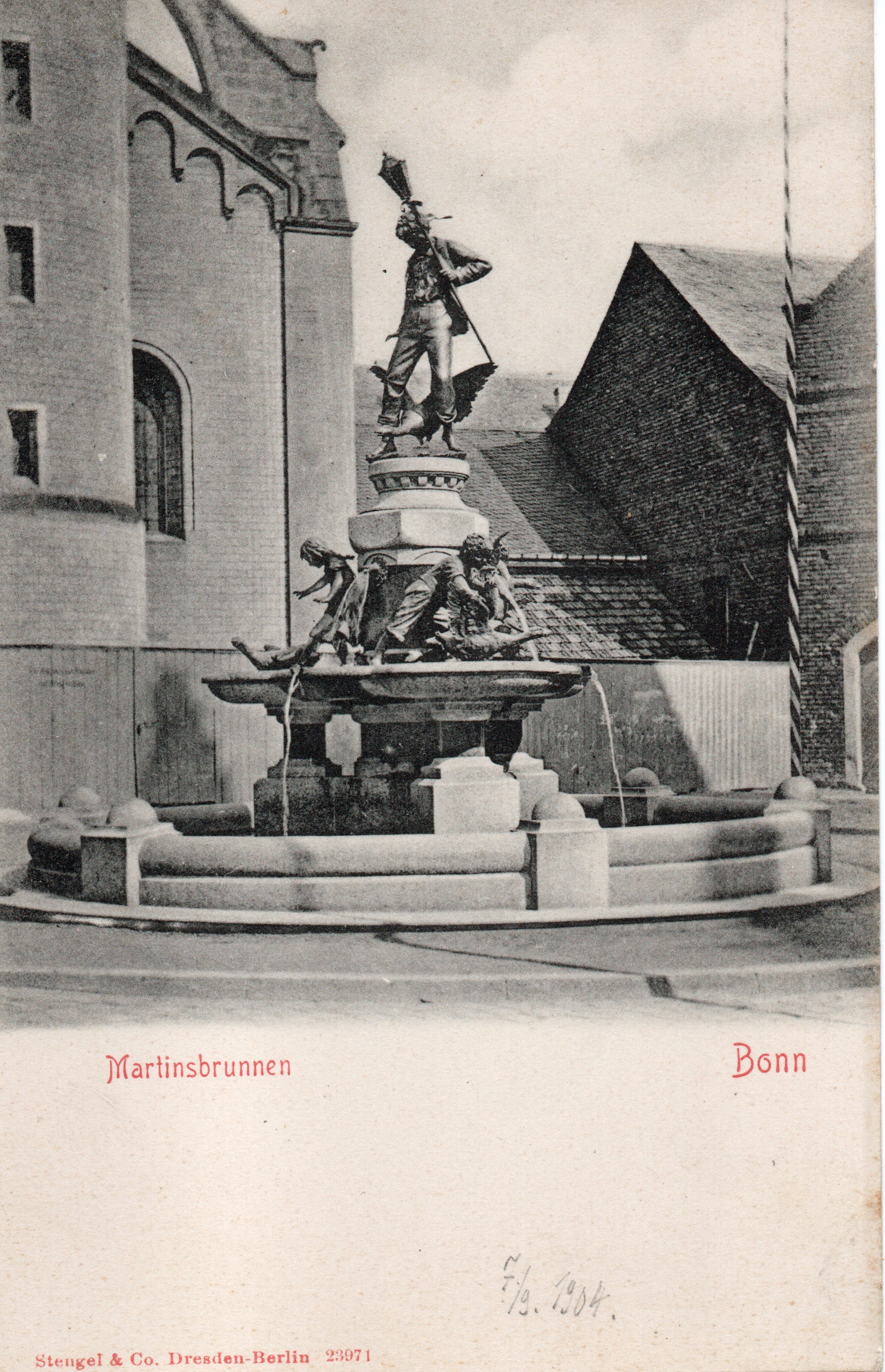
Martinsbrunnen nach Ersterrichtung 1902, (Postkarte von 1904)
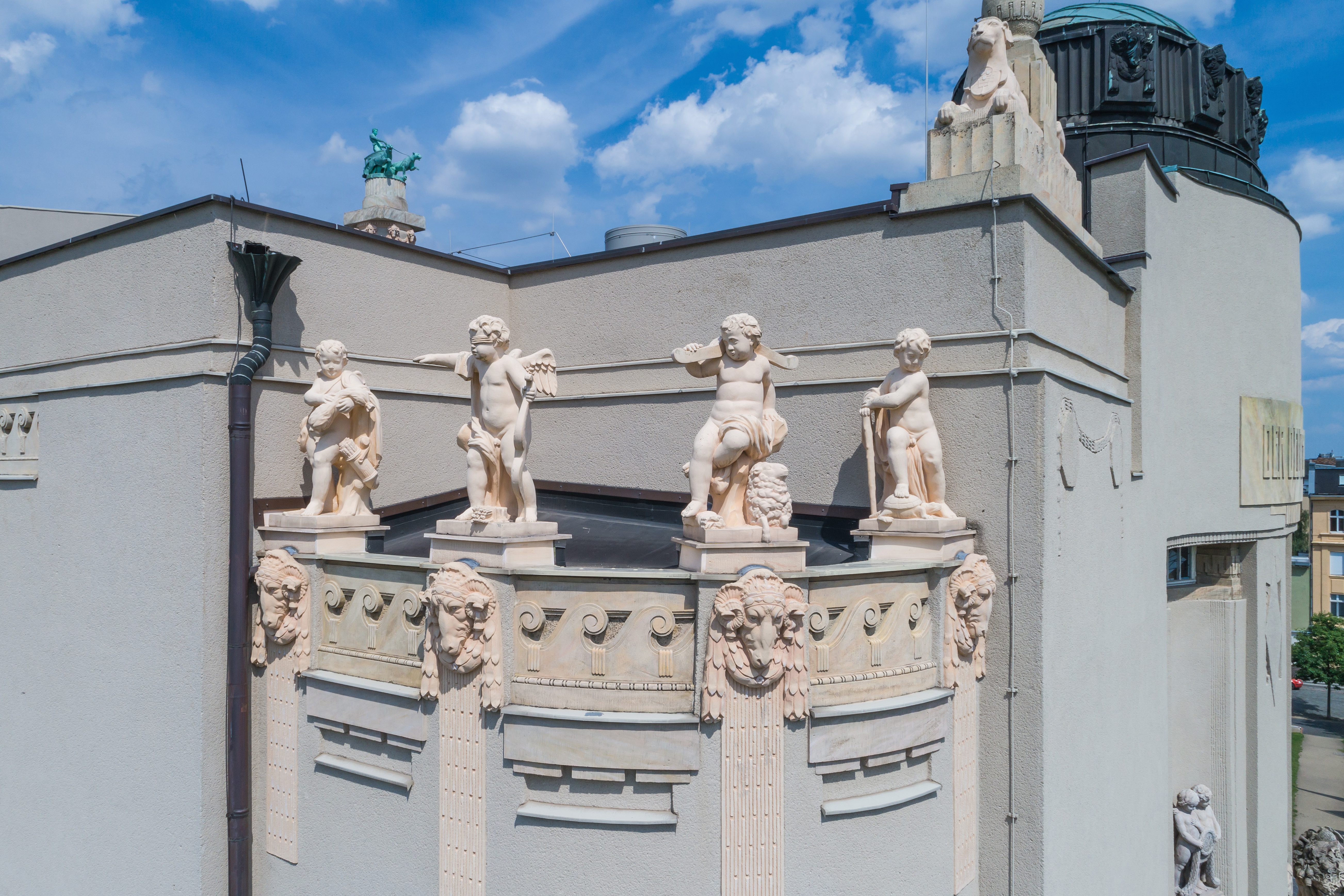
Putten am Staatstheater Cottbus
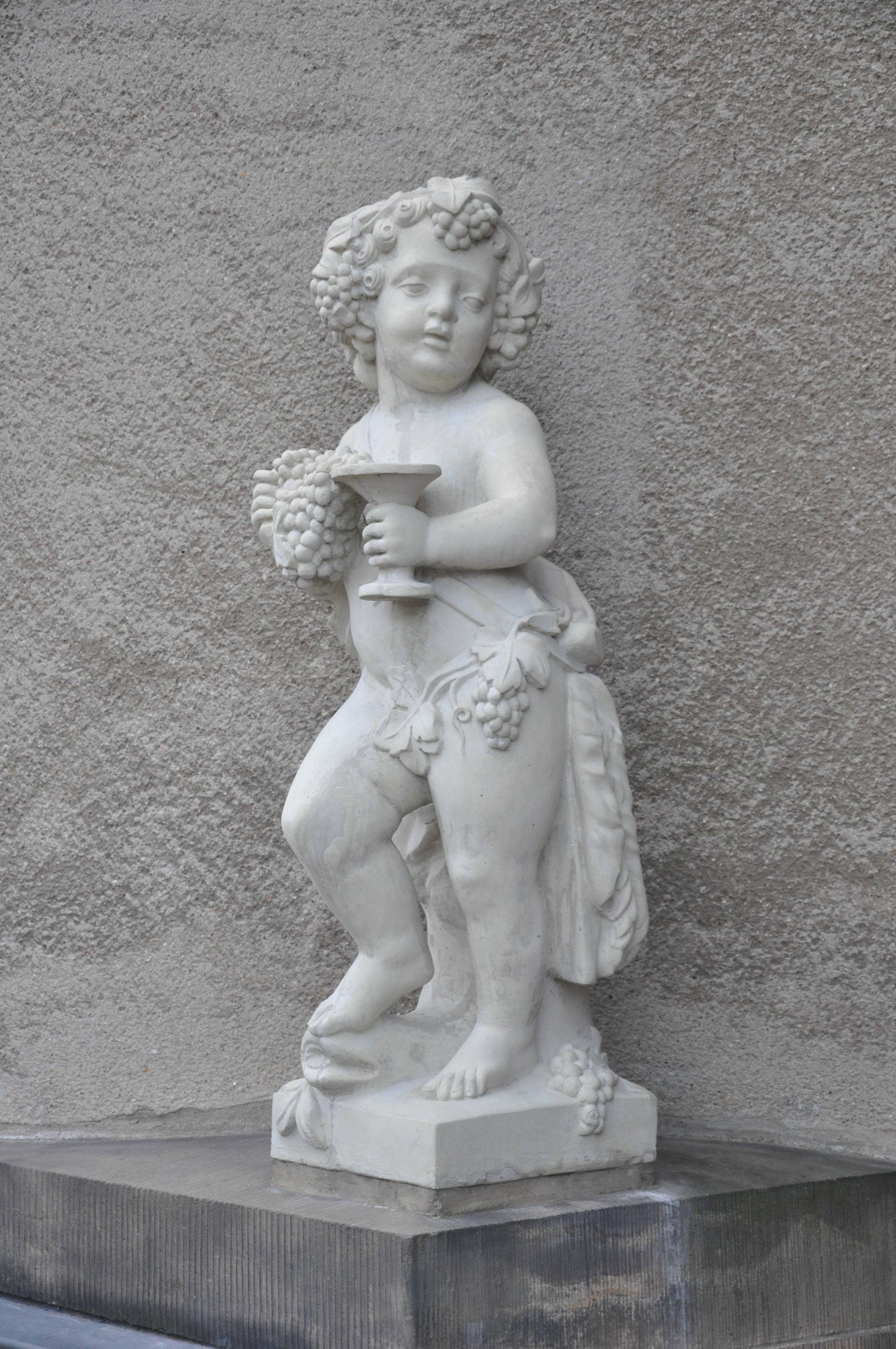
ein Putto am Staatstheater Cottbus
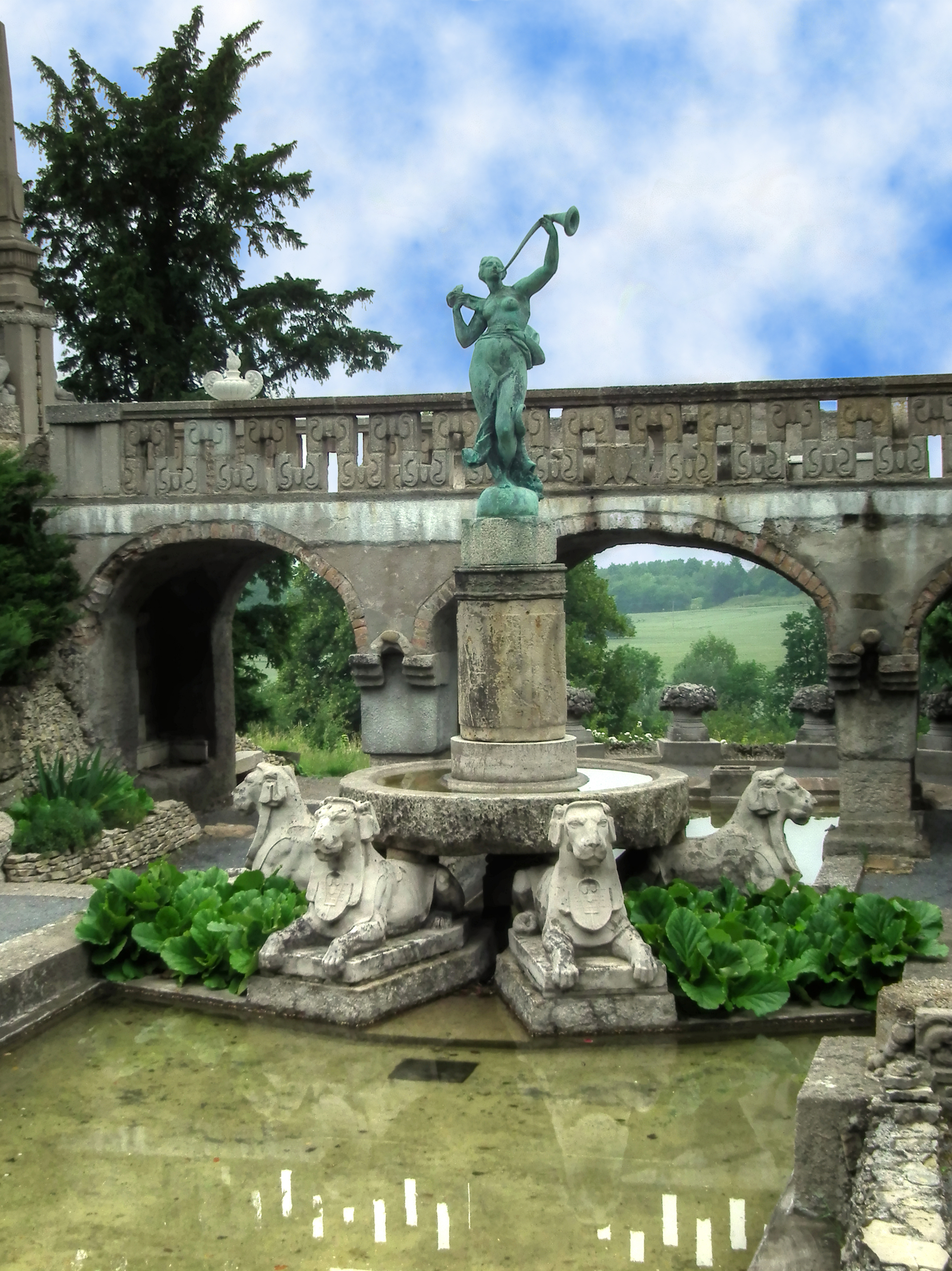
Bronzestatue „trompetende Frau“ im Park der Roseburg
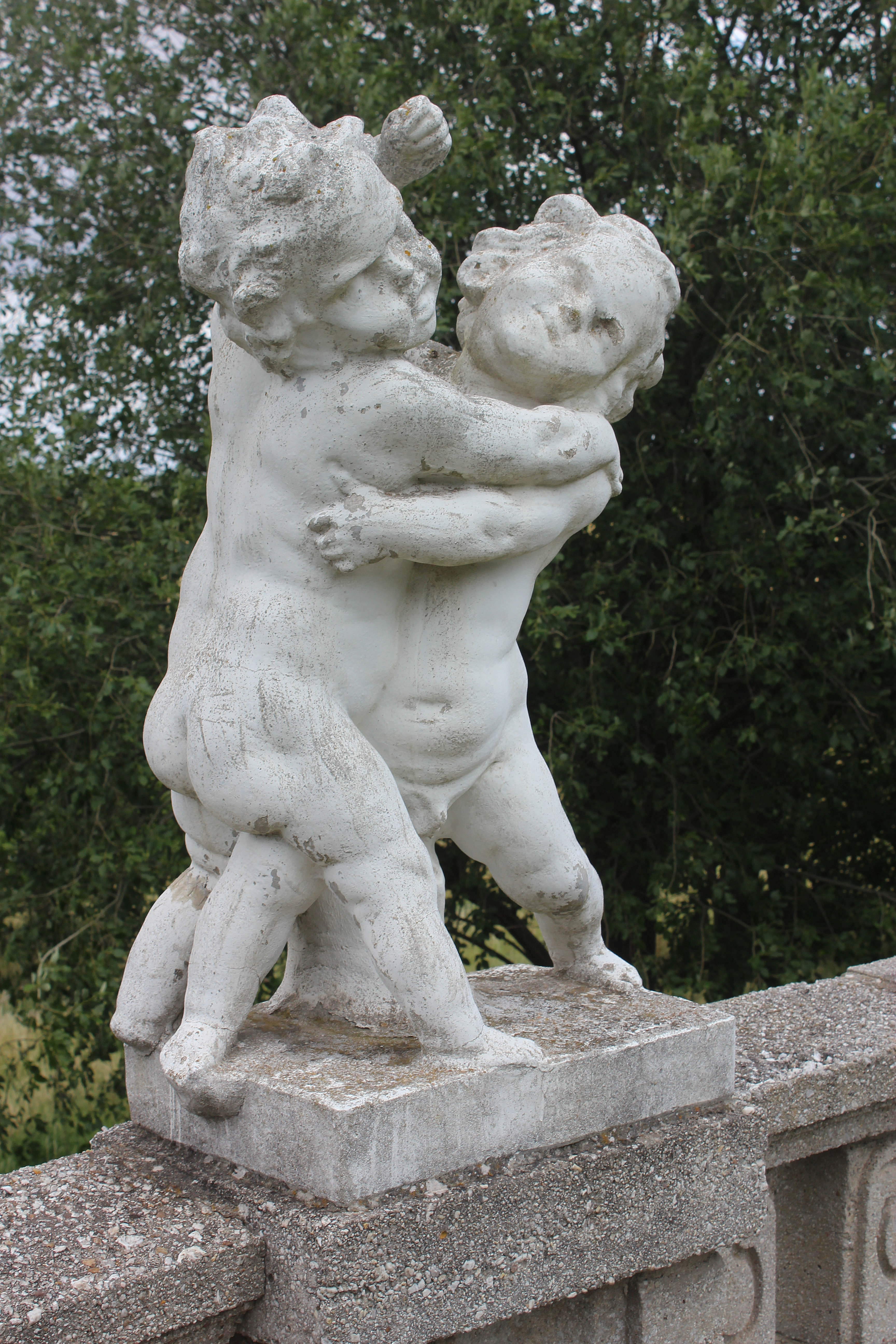
zwei Putten im Park der Roseburg